# Японское социалистическое движение

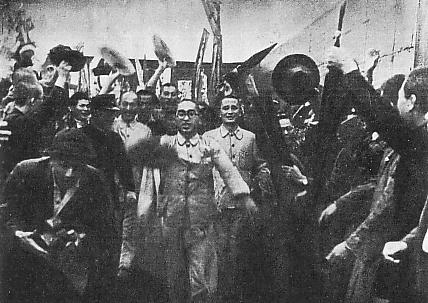
Освобождение коммунистов Японии

Японское Социалистическое Движение — оппозиционное марксистское и околомарксистское течение, движимое идеалами социализации и демократизации, активно выступает за трансформацию японского общества. Центральным элементом их платформы является стремление к большей социальной справедливости и расширению демократических прав и свобод. Наряду с этим, важным аспектом их политической позиции является поддержка претензий Японии на весь Курильский архипелаг, что добавляет геополитическое измерение к их идейной платформе.

## Предшественники
Зачатки японского социалистического движения можно проследить до Социалистической партии Востока (СПВ), сформированной в 1872 году. Однако, её существование было недолгим — в 1887 году власти полностью пресекли её деятельность. Спустя два десятилетия, в 1907 году, была предпринята новая попытка с основанием Социалистической партии Японии (СПЯ). На своем втором съезде СПЯ открыто провозгласила своей миссией «осуществление социализма». Но и эта инициатива столкнулась с противодействием, и партия вскоре оказалась под запретом.

## История
Исторически, движение пользовалось значительной популярностью среди населения. Социалистическая партия Японии (СПЯ) в определённый период смогла добиться власти, свидетельством чему является формирование коалиционного правительства под руководством премьер-министра Катаямы Тэцу в 1947 году. Это стало важным этапом в истории японского социализма, демонстрирующим его потенциал и влияние на политический ландшафт страны.

## Коммунистическая партия Японии

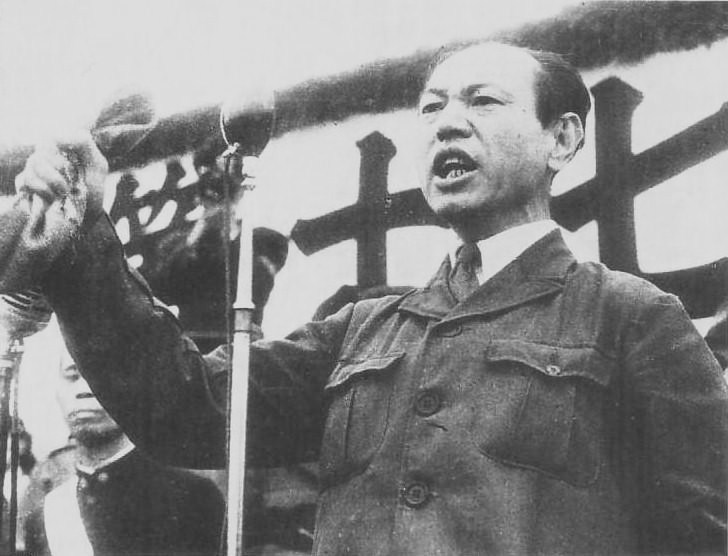
Митинг Кюити Токуды

Хотя СПЯ впоследствии утратила свои лидирующие позиции, идеи социализма продолжают жить в японской политике. Коммунистическая партия Японии (КПЯ) смогла укрепить свои позиции со второй половины 1980-х годов. Свидетельством этого является устойчивая поддержка на выборах в палаты японского парламента в период с 2005 по 2007 годы, когда за КПЯ проголосовали от 4,5 до 4,9 миллионов избирателей, что составляет 7,3-7,5 % от общего числа проголосовавших.
КПЯ, насчитывающая свыше 400 тысяч членов, остается значимой политической силой в Японии. Газета «Акахата» является её печатным органом, освещающим деятельность партии и продвигающим её идеологию среди своих сторонников и широкой общественности.

Флаг КПЯ

## Влияние (сейчас)
В 2015 году на выборах в префектурах Японии члены Коммунистической партии Японии (КПЯ) впервые за свою историю получили представителей во всех префектурах страны (их 47).
КПЯ смогла набрать голоса из-за недовольства многих граждан политикой премьер-министра Синдзо Абэ.

## Новая социалистическая партия Японии
Новая социалистическая партия Японии (яп. 新社会党 *Син-сякайто:) — политическая партия в Японии, существовавшая с 1996 по 2017 год. Она была основана как преемница Социалистической партии Японии (СПЯ), которая к тому времени переживала период серьёзного упадка.
СПЯ, некогда крупнейшая оппозиционная партия в Японии, сильно пострадала от политических изменений в 1990-х годах. Её идеологическая база, основанная на марксизме и пацифизме, оказалась неактуальной в условиях меняющегося мира. Решение партии войти в коалиционное правительство с Либерально-демократической партией (ЛДП) в 1994 году во главе с премьер-министром Томиити Мураямой, бывшим лидером СПЯ, привело к дальнейшей потере поддержки, поскольку это считалось предательством её принципов.
В январе 1996 года СПЯ сменила название на Социал-демократическую партию Японии (СДПЯ). Меньшая фракция, не согласная с этим решением и желавшая сохранить более традиционную социалистическую линию, отделилась и сформировала Новую социалистическую партию Японии.